# جب نعسان
جب نعسان  قرية سوريّة تتبع إداريّاً لمحافظة حلب منطقة الباب ناحية عريمة، بلغ تعداد سكانها 1,011 نسمة حسب التعداد السكاني لعام 2004.